# Psychopath Diary
Psychopath Diary (싸이코패스 다이어리?, Ssaikopaeseu da-i-eoriLR; lett. "Il diario dello psicopatico") è una serie televisiva sudcoreana del 2019.

## Trama
Yook Dong-sik assiste casualmente a un omicidio e raccoglie da terra un diario caduto all'assassino. Mentre si allontana dal luogo del misfatto, viene coinvolto in un incidente stradale che lo porta a perdere completamente la memoria e – avendo tra i suoi oggetti personali «il diario dello psicopatico» – a credere di essere lui stesso un assassino. Nel frattempo, conosce e cerca di nascondere i suoi pensieri alla poliziotta Shim Bo-kyung, non sapendo che il vero assassino è Seo In-woo, superiore dell'azienda in cui lavora e suo coetaneo.